# Ju Costa
Juliana Nascimento Costa (Rio de Janeiro, 9 de maio de 1982) é uma ex-voleibolista indoor brasileira que atuando na posição de ponta serviu as categorias de base da seleção brasileira na conquista da medalha  de ouro no Campeonato Mundial Juvenil de 2001, realizado na República Dominicana. Em clubes sagrou-se bicampeã do Campeonato Sul-Americano de Clubes em 2011 e 2014, ambos disputados no Brasil, além de ganhar duas medalhas de bronze no Campeonato Mundial de Clubes em 2011 e 2014, realizados no Qatar e na Suíça, respectivamente. Disputou a edição de 2012 da Liga dos Campeões da Europa.

## Carreira
Ju Costa já se dedicava a prática desportiva desde a idade escolar, época que  nas aulas de Educação Física tinha como professora sua mãe e treinava no Jacarepaguá Tênis Clube, e nesta época pratica o basquete. E sua estatura chamou atenção de um professor do time de voleibol e mesmo sem saber os fundamentos foi apresentada a modalidade por este e logo surgiu a oportunidade de jogar pela Faculdade Castelo Branco, quando ganhou uma bolsa para a prática.
Com o tempo seu pai a influenciava a tentar a carreira profissional e procurou um clube, pois, acreditava no seu potencial, e a levou para iniciar no Botafogo F.R. treinando neste por três meses com a ex-voleibolista Regina Villela.
Com 16 anos foi de fato quando trilhou  a carreira profissional, depois migrou para São Paulo e integrou as categorias de base do São Caetano/Detur. Em 1999 foi convocada para Seleção Carioca e neste chegou ao time profissional.
Conquistou pelo São Caetano/Detur a medalha de ouro nos Jogos Abertos e nos Jogos Regionais no ano de 2000 e disputou a edição da Superliga Brasileira A 2000-01  contribuindo com166 pontos, destes  138 foram de ataques,  22 de bloqueios e 6 de saques, finalizando na sexta posição.
Foi convocada em 2001 para Seleção Brasileira e disputou a edição do Campeonato Mundial Juvenil em Santo Domingo, na República Dominicana e conquistou a medalha de ouro na competição, quando vestia a camisa 1.
Permaneceu no mesmo clube e este atuou na temporada 2001-02 com a alcunha Açúcar União/São Caetano e nesta temporada disputou a Superliga Brasileira A,alcançando a mesma colocação obtida na edição anterior e desta vez registrou 139 pontos, sendo 118 de ataques, 16 de bloqueios e 5 provenientes de saque.
Transferiu-se em 2002 para o BCN/Osasco, conquistando bicampeonato nos Jogos Abertos e também nos Jogos Regionais, além do título do Campeonato Paulista deste ano e na Superliga Brasileira A 2002-03 disputou pelo Rexona-Ades/PR , contribuindo com 94 pontos, destes 81 foram de ataques, 6 de bloqueios e 7 de saques, alcançando a quarta posição na edição.
Retornou ao BCN/Osasco e em 2003 conquistou o título do Campeonato Paulista;no mesmo ano foi vice-campeã dos Jogos Abertos do Interior em Santos de 2003 e ouro na edição dos Jogos Regionais de Caieiras; e por este time disputou a Superliga Brasileira A 2003-04, este utilizando alcunha Finasa/Osasco, e contribuiu com 39 pontos, 32 de ataques, 3 de bloqueios e 4 de saques e conquistou o título da edição.
Foi atleta do ACF/Campos na jornada 2004-05 e por este obteve o título do Campeonato Intermunicipal do Rio de Janeiro e  vice-campeonato no Campeonato Carioca, ambas no ano de 2004. Atuando por esse clube conquistou o bronze na Superliga Brasileira A 2004-05, nesta edição o clube utilizou a alcunha Oi/Campos, marcando por este um total de 270 pontos, destes 228 foram de ataques, 37 de bloqueios e 5 de saques.
Na temporada seguinte atuou pelo Brasil Telecom/DF e por este disputou a Superliga Brasileira A 2005-06 quando encerrou na sexta posição.Prosseguiu sua carreira pelo Cimed/Macaé  a contrata para as disputas de 2006-07, por este foi vice-campeã carioca em 2006 e o defendeu na Superliga Brasileira A neste período mencionado sendo semifinalista nesta edição, alcançando o quarto lugar ao final da edição.
Na temporada 2007-08 representou o Brasil Telecom/Brusque, e conquistou o título da Liga Nacional  de 2007, conferindo para este clube a qualificação para Superliga Brasileira A 2007-08. Nesse mesmo ano sagrou-se campeã do Campeonato Catarinense de 2007 além do quarto lugar da Copa Brasil de 2007.
Pelo Brasil Telecom/Brusque disputou a Superliga Brasileira A 2007-08 alcançando a quarta posição final; na época das semifinais  desta competição, ela enfrentava o período do falecimento de seu pai, afetando seu rendimento e supreendentemente encontrou seu voleibol e ajudou seu clube.
No período esportivo seguinte renovou com o Brasil Telecom/Brusque e sagrou-se bicampeã do Campeonato Catarinense de 2008 e disputou a Superliga  Brasileira A 2007-08, avançando novamente as semifinais e termina na quarta colocação nos playoffs.
Casou com o jogador de futebol Leo Moura, com este teve sua filha Maria Eduarda. Retornou ao voleibol paulista na temporada 2009-10, sendo contratada pelo Pinheiros/Mackenzie  sagrando-se tricampeã do Campeonato Paulista em 2009 e disputou a correspondente Superliga Brasileira A encerrando por este clube na quarta posição; ocupando a sexta posição entre as melhores atacantes e a quarta posição no fundamento de recepção.
Renovou com o Pinheiros/Mackenzie e disputou as competições de 2010-11 e conquistou seu quarto título do Campeonato Paulista de 2010 e disputou a referente Superliga Brasileira A por este clube e pela quinta vez consecutiva em sua carreira encerra na quarta posição nesta competição, registrando 260 pontos, destes 228 de ataques, 23 de bloqueios e 9 provenientes de saque, ocupando a vigésima terceira posição entre as maiores pontuadoras e encerrou como sexta colocada em dois fundamentos: defesa e recepção.
Na temporada 2011-12 defendeu o  Sollys/Osasco , conquistando o título do Campeonato Sul-Americano de Clubes de 2011 sediado  em Osasco-Brasil e a  qualificação para o Campeonato Mundial de Clubes no mesmo ano que também disputou  em  Doha-Qatar vestindo a camisa 17 e capitã da equipe conquistou a medalha de bronze.
Pelo Sollys/Osasco obteve o vice-campeonato paulista de 2011. e conquistou o título da Superliga Brasileira A 2011-12 Pela primeira vez em sua carreira, transfere-se para o voleibol europeu, jornada 2012-13, no Azerbaijão, sendo contratada pelo Lokomotiv Baku e disputou a Liga dos Campeões da Europa em 2012 finalizando na oitava posição e o representou também no Campeonato do Azerbaijão de 2012-13 encerrando na quarta posição.
Em sua passagem pelo Azerbaijão, Jú Costa vivenciou momentos difíceis, alegando quebra de contrato por parte do clube, que estava estabelecido os convites para as visitas de sua mãe e filha, pois, Willian Reffatti,seu marido, na época residia em Portugal, diante disso regressou ao Brasil e foi contratada  pelo Sesi-SP na  jornada esportiva 2013-14,  obtendo  o ouro na Copa São Paulo de 2013 e o vice-campeonato paulista de 2013.
Atuando pelo Sesi-SP sagrou-se vice-campeã na Copa Brasil de 2014 em Maringá-Paraná e disputou o Campeonato Sul-Americano de Clubes de 2014,  edição sediada em Osasco-Brasil e conquistou a medalha de ouro da edição qualificando sua equipe pela primeira vez ao Campeonato Mundial de Clubes de 2014 sediado na Zurique e neste vestiu  a camisa 17  na conquista da inédita medalha de bronze para o clube e por este clube também avançou as finais da Superliga Brasileira A 2013-14, encerrando com o vice-campeonato.
Pelo Dentil/Praia Clube sagrou-se  campeã do Campeonato Mineiro de 2014 e também disputou a Superliga Brasileira A 2014-15. Em 2015, encerrou por este clube na sétima colocação na Copa Brasil. Na Superliga Brasileira A 2014-15 encerrou na quinta posição. Renovou com Dentil/Praia Clube para atuar nas competições do período esportivo de 2015-16.
Seu último clube foi o Fluminense, com o qual foi campeã carioca de 2016 (derrotando o Rio de Janeiro na final) e terceira colocada na Superliga Metropolitana. A atleta ainda disputou a Superliga Brasileira de 2016–17 com o clube.

## Títulos e resultados
- Copa Brasil:2014[54]
- Copa Brasil:2007[23]
- Campeonato do Azerbaijão:2012-13 [49]
- Superliga Brasileira A:2003-04 [4] e 2011-12[45]
- Superliga Brasileira A:2013-14[58]
- Superliga Brasileira A:2004-05 [4]
- Superliga Brasileira A: 2002-03,  2006-07[20], 2007-08[26], 2008-09, 2009-10[33], 2010-11[38]
- Liga Nacional:2007[21]
- Jogos Regionais de São Paulo:2000[4], 2002 [2], 2003[13]
- Jogos Abertos do Interior de São Paulo:2000[4], 2002 [2]
- Jogos Abertos do Interior de São Paulo:2003[12]
- Campeonato Paulista: 2002[4], 2003[11], 2009[31], 2010[36]
- Campeonato Mineiro: 2014[59]
- Campeonato Paulista: 2011[44] e 2013[53]
- Campeonato Carioca: 2004[4], 2006[18]
- Campeonato Carioca: 2016
- Campeonato Catarinense: 2007[22] e 2008[27]
- Campeonato Intermunicipal: 2004[4]
- Copa São Paulo:2013[52]
- Superliga Metropolitana : 2016

## Premiações individuais
- 4ª Melhor Recepção da Superliga Brasileira A de 2009-10[35]